# Paracytherois flexuosa
Paracytherois flexuosa är en kräftdjursart som först beskrevs av Brady 1867.  Paracytherois flexuosa ingår i släktet Paracytherois och familjen Paradoxostomatidae. Inga underarter finns listade i Catalogue of Life.